# 乌古论粘没曷
乌古论粘没曷（?—?），金朝将领。女真族，乌古论氏。祖居上京（治今黑龙江省哈尔滨市阿城区白城）胡剌温屯人，后移屯河间，广威将军乌古论欢覩子，完颜宗辅婿，娶冀国长公主为妻。
乌古论粘没曷初充护卫。天德二年（1150年），袭为谋克。随从完颜亮攻南宋，为押军猛安。正隆六年（1161年），世宗完颜雍即位，授侍卫亲军步军都指挥使，加驸马都尉。后来历任左副点检、右宣徽使、劝农使、兴平军节度使，后来改任广宁尹。至广宁，嗜酒不视事，金世宗下诏少尹宗安戒谕，大定年间在广宁尹任上去世。

## 妻
- 冀国长公主，完颜宗辅之女，金世宗的姐妹，与乌古论粘没曷生子乌古论公说

## 延伸阅读
[在维基数据编辑]
 《金史·卷120》，出自脱脱《遼史》